# Molly's game
Molly's game (títol original en anglès: Molly's Game) és una pel·lícula de drama biogràfic de crim dels Estats Units del 2017 escrita i dirigida per Aaron Sorkin (el seu debut com a director), basada en les memòries del mateix nom de 2014 de Molly Bloom. La protagonitzen Jessica Chastain, Idris Elba, Kevin Costner, Michael Cera, Jeremy Strong, Chris O'Dowd, Joe Keery, Brian D'Arcy James i Bill Camp. La pel·lícula segueix Bloom (Chastain), que esdevé l'objectiu d'una investigació de l'FBI després que es desemmascari l'imperi de pòquer ocult que dirigeix per famosos de Hollywood, atletes, grans empersaris i gàngsters russos.
La pel·lícula es va presentar al Festival Internacional de Cinema de Toronto el 8 de setembre de 2017 i es va estrenar als cinemes catalans el 4 de gener de 2018. Va rebre crítiques positives, especialment pel guió de Sorkin i les actuacions de Chastain i Elba. Chastain va rebre la nominació al Globus d'Or a la millor actriu dramàtica, mentre que Sorkin va rebre nominacions pel seu guió als Oscar, Globus d'Or, BAFTA i als premis del Sindicat de Guionistes d'Amèrica.
Aquesta pel·lícula estat doblada al català.

## Argument
Molly Bloom va ser una prometedora esquiadora de nivell olímpic que, en veure truncada la seva carrera esportiva, va acabar organitzant les partides de pòquer clandestines més exclusives dels Estats Units. Fins que va ser arrestada per 17 agents armats de l'FBI en plena nit. Immersa en una batalla judicial, el seu únic aliat en la lluita davant els tribunals va ser l'advocat criminalista Charlie Jaffey.

## Repartiment
- Jessica Chastain com a Molly Bloom
- Idris Elba com a Charlie Jaffey, advocat de Molly
- Kevin Costner com a Larry Bloom, pare de Molly i psicòleg clínic
- Michael Cera com a Jugador X, caràcter conjunt basat en jugadors famosos[9]
- Jeremy Strong com a Dean Keith, promotor immobiliari que introdueix Molly al món del pòquer ocult
- Chris O'Dowd com a Douglas Downey, home que introdueix Molly a la màfia russa
- J. C. MacKenzie com a Harrison Wellstone
- Brian d'Arcy James com a Brad, gerent d'un fons d'inversió
- Bill Camp com a Harlan Eustice, jugador de pòquer estafador
- Graham Greene com a jutge Foxman
- Justin Kirk com a Jay
- Angela Gots com a B
- Natalie Krill com a Winston
- Madison McKinley com a Shelby
- Joe Keery com a Trust Fund Cole
- Claire Rankin com a Charlene Bloom, mare de Molly i esposa de Larry
- Victor Serfaty com a Diego
- Jon Bass com a Shelly Habib
- Samantha Isler com a Molly (adolescent)
- Piper Howell com a Molly (7 anys)
- Khalid Klein com a Neal
- Matthew Matteo com a Bobby

## Al voltant de la pel·lícula
Molly's Game va suposar el debut com a director del guionista Aaron Sorkin, creador de sèries com The West Wing (1999-2006), Studio 60 on the Sunset Strip (2006-2007) o The Newsroom (2012-2014).
Amb un pressupost de 30,0 milions de dòlars, la recaptació de la pel·lícula a nivell mundial va assolir els 59,3 milions de dòlars, 28,8 milions als Estats Units i Canadà, distribuïda per STX Entertainment i 30,5 milions de taquilla a la resta del món.

## Crítica
En el lloc web estatunidenc Rotten Tomatoes dedicat a la crítica i informació sobre pel·lícules, Molly's Game obté una valoració positiva per part del 81% dels crítics sobre un total de 297 ressenyes, amb una valoració mitja de 7,10/10 i un 84% d'aprovació de l'audiència, amb un 3,91/5. Valora la història intrigant i les interpretacions destacades de Jessica Chastain i Idris Elba, Molly's Game marca un sòlid debut per a l'escriptor-director Aaron Sorkin.
A l'agregador de ressenyes Metacritic, la pel·lícula obté una qualificació de 71/100 a partir de les opinions de 46 crítics, amb 35 valoracions positives, 10 en la qualificació mixta i 1 negativa. Els usuaris la valoren amb una puntuació del 7,5/10.
Segons l'opinió de Nando Salvà en la seva crítica a El Periódico, «En el seu debut com a director Aaron Sorkin cau en la trampa de sobreexplicar les raons de la seva protagonista. Sorkin sap com explicar una història i ho aconsegueix en la seva primera part quan es dedica a ser una pel·lícula de pòquer (...) Arribat el moment, la pel·lícula es pregunta perquè la noia fa el que fa i en aquest punt dispara la tendència a sobreexplicar-se i ho fa caient en la condescendència» Per Antonio Trashorras a Fotogramas, qualifica la tasca de Sorkin en el film com «Mestre en el tracte de matèries complexes, la seva primera incursió com a autor total, a més de retornar a la seva espurnejant forma de concebre el diàleg, (...) remet al voltatge rítmic de The Wolf of Wall Street (Martin Scorsese, 2013). Contundent amanida biogràfica-jurídica amb ensopegades de thriller i pòquer, (...), compleix amb la clàusula principal d'el cinema comercial americà: entretenir.»